# The Flowers of Romance
The Flowers of Romance foi uma das primeiras bandas punk da cena londrina, formada em meados de 1976 por Jo Faull e Sarah Hall, então namoradas de Steve Jones e Paul Cook. banda não lançou nenhuma gravação e, assim como London SS e Masters of the Backside, são mais conhecidos pelo número de integrantes que mais tarde se tornaram famosos, incluindo: Sid Vicious (Sex Pistols), Keith Levene (The Clash e Public Image Ltd.) e Palmolive e Viv Albertine (The Slits). Apesar de nunca terem tocado ao vivo, foram entrevistados pelo fanzine SKUM, no qual Vicious proclamou: "Serei apenas o idiota que sou agora".
A polêmica canção "Belsen Was a Gas", sobre o campo de concentração nazista de Bergen-Belsen, foi escrita para esta banda por Vicious e Levene. Foi tocada ao vivo pelos Sex Pistols, pelo Public Image Ltd e por Vicious em carreira solo. Viv Albertine escreveu "So Tough" para a banda, com a música eventualmente aparecendo no álbum de estreia do Slits, Cut.
O nome do grupo foi sugerido por Johnny Rotten, e posteriormente tornou-se título de uma canção dos Sex Pistols, além de um álbum do Public Image Ltd e sua faixa-título.

## Integrantes
- Sid Vicious – Vocal, guitarra, saxofone[1][8][6][9]
- Keith Levene – Guitarra[1][8]
- Viv Albertine – Guitarra[1][8][6][9]
- Jo Faull – Guitarra[1]
- Marco Pirroni – Guitarra (brevemente)[4][8]
- Steve Walsh - Guitarra[1][9]
- Sarah "Rouge" Hall – Baixo[1][9]
- Steve Spittle - Baixo[1][9]
- Palmolive – Bateria[1][8][6][9]
- Kenny Morris - Bateria[9]